# فردیناند کریستیان باور
فردیناند کریستیان باور (آلمانی: Ferdinand Christian Baur؛ ۲۱ ژوئن ۱۷۹۲ – ۲ دسامبر ۱۸۶۰) یک دانشمند در زمینه الهیات و عهد جدید اهل آلمان بود.